# Pristimantis peruvianus
Pristimantis peruvianus é uma espécie de anfíbio da família Craugastoridae. Pode ser encontrada no Equador, Peru, Colômbia e Brasil.